# المعايير الاتحادية لمعالجة المعلومات
معايير معالجة المعلومات الفيدرالية (بالإنجليزية: Federal Information Processing Standards)‏ ويرمز له اختصاراً (FIPS) هو توحيد معياري معلن للعموم وضعته الحكومة الفيدرالية للولايات المتحدة لاستخدامها في أنظمة الحاسوب من قبل جميع الجهات الحكومية غير العسكرية والمتعاقدين مع الحكومة، الغرض منه هو التأكد من أن جميع الجهات الحكومية الفيدرالية والوكالات تتقيد بنفس المبادئ التوجيهية فيما يتعلق بالأمن والاتصالات.
تستخدم العديد من إصداراته المعدلة في المجتمعات التقنية، مثل المعهد القومي الأمريكي للتنميط (ANSI) وجمعية مهندسي الكهرباء والإلكترونيات (IEEE) والمنظمة الدولية للمعايير (ISO).

## وصلات خارجية
- FIPS homepage
- Computer Security Division